# بانو تراوري
بانو تراوري (بالفرنسية: Bano Traoré)‏ هو منافس ألعاب قوى فرنسي ومالي، ولد في 25 أبريل 1985 في إيفري سور سين في فرنسا.

## وصلات خارجية
- بانو تراوري على موقع الاتحاد الدولي لألعاب القوى (الإنجليزية)
- بانو تراوري على موقع الدوري الماسي (الإنجليزية)